# Шикачик буруйський
Шика́чик буруйський (Coracina fortis) — вид горобцеподібних птахів родини личинкоїдових (Campephagidae). Ендемік Індонезії.

## Опис
Довжина птаха становить 35,5 см. Забарвлення переважно сіре, нижня частина тіла дещо світліша. Хвіст і махові пера чорнуваті. У самців на лоб і обличчі чорна "маска", нижні покривні пера хвоста білуваті. У самиць обличчя темно-сіре, нижні покривні пера хвоста білуваті. Дзьоб і лапи чорні.

## Поширення і екологія
Буруйські шикачики є ендеміками острова Буру, на південному заході Молуккських островів. Вони живуть у вологих рівнинних і гірських тропічних лісах, зустрічаються на висоті до 1500 м над рівнем моря.

## Збереження
МСОП класифікує стан збереження цього виду як близький до загрозливого. Буруйським шикачикам може загрожувати знищення природного середовища.